# Uvea
Pour l’article ayant un titre homophone, voir Ouvéa.
Uvea (en wallisien : ʻUvea) est l'un des trois royaumes coutumiers qui constituent la collectivité d'outre-mer française de Wallis-et-Futuna. Son territoire comprend la totalité de l'île de Wallis ainsi que les îlots qui l'entourent. Le palais royal d'Uvea se situe au chef-lieu, Mata Utu. Son existence a été consacrée par le statut de Wallis-et-Futuna en 1961, lorsque le protectorat de Wallis-et-Futuna est devenu un territoire d'outre-mer.
Uvea est localisé à 16 500 km de Paris et est situé en Océanie éloignée polynésienne (océan Pacifique occidental), entre la Nouvelle-Calédonie et Tahiti.

## Géographie
Le royaume coutumier comprend l'île principale (Wallis) et les différents îlots qui se situent à l'intérieur de son lagon. La zone économique exclusive de Wallis-et-Futuna, elle, est gérée par la France, bien que des interprétations conflictuelles existent entre l’État et les autorités coutumières depuis 2010 sur la souveraineté de cet espace maritime.
La population du royaume d'Uvea est de 8 333 habitants (en 2018).
Le chef-lieu est le village de Mata-Utu avec 1 029 habitants (en 2018). Il est le plus important de l'île, mais aussi de l'ensemble de la collectivité territoriale dont il est également le chef-lieu.

## Toponymie
Le nom Uvea provient du wallisien ʻUvea. Cette graphie inclut un coup de glotte initial. Cette appellation se retrouve dans la plupart des langues polynésiennes. En français, ce toponyme est transcrit par Uvea et parfois Uvéa (voire ʻUvéa), mais jamais par Ouvéa, parfait homophone, qui désigne une île de Nouvelle-Calédonie ainsi nommée par des Wallisiens l'ayant peuplée au XVIIIe siècle. Les descendants de ceux ci distinguent au besoin les deux îles homonymes par un qualificatif, 'Uvea mamao, c'est-à-dire « Uvea au loin », pour Wallis, et 'Uvea lalo, c'est-à-dire « Uvea d'en bas », pour Ouvéa. Le même hommage a été rendu à la mère patrie par les colons de Futuna explorant Futuna lalo.
Le capitaine britannique Samuel Wallis donne son nom à l'île lors de son passage en 1767. Depuis, les habitants sont appelés Wallisiens. Certains auteurs préfèrent cependant le terme « Uvéen ». En anglais, certains auteurs utilisent Uvea pour parler de l'époque pré-européenne et Wallis island pour désigner l'époque après le contact européen.

## Histoire

### Arrivée des Polynésiens à Uvea
La date exacte du peuplement de 'Uvea (Wallis) fait débat. Daniel Frimigacci l'estime à 1300 av. J.-C., tandis que pour Christophe Sand, les premiers habitants n'ont pu arriver avant 850 et 800 av. J.-C. à Wallis. Ces premiers habitants appartiennent à la civilisation Lapita; ils s'installent en bord de mer, avant d'aller explorer progressivement l'intérieur de l'île. Bernard Vienne et Daniel Frimigacci nomment cette période Utuleve, du nom du lieu initial où se fixent ces premiers habitants (cet endroit se trouve aujourd'hui sur le village de Vaimalau). Plusieurs chefferies indépendantes apparaissent.

### Naissance du royaume d'Uvea (1000-1400)
Le royaume de 'Uvea, avec une chefferie hiérarchisée, se met en place lors de la deuxième période, nommée Atuvalu, qui va de l'an mil à 1400. Les premiers « rois » (en wallisien hau) de 'Uvea apparaissent à cette époque. Il est difficile d'établir avec précision leur existence, mais ils sont très importants au niveau symbolique, car ils fondent la royauté wallisienne. Ces rois plus ou moins mythiques sont tous enterrés dans un même lieu, Atuvalu (ce qui signifie en wallisien « les huit [rois] alignés »).

### Premiers contacts européens et influence missionnaire
L'île d'Uvea est abordée en 1767 par le capitaine britannique Samuel Wallis, qui lui donne son nom. Le second européen à aborder l'île fut le capitaine Maurelle, à bord de la Princesse, qui nomme l'île « Consolation ». Par la suite, plusieurs marins (beachcombers) s'installent sur l'île à la suite du passage de navires baleiniers. En 1835, des méthodistes venus de Niuatoputapu tentent de convertir l'île au protestantisme, mais échouent et finissent massacrés par les hommes du lavelua Soane Patita Vaimua.
Ce n'est qu'en 1837 que la présence européenne se consolide avec l'arrivée de deux pères maristes, dont le père Bataillon qui convertit la population au catholicisme[réf. souhaitée].
Le père Bataillon comprend rapidement l'importance du pouvoir royal et rédige un Code de Wallis, promulgué en 1871 par la reine Amelia Tokagahahau, qui affirme le pouvoir suprême du lavelua. Ce code fixe également par écrit la composition de la chefferie (six ministres, ainsi que trois chefs de districts et 21 chefs de village, tous nommés par le roi) et entérine la religion catholique comme religion officielle. Pierre Bataillon installe donc une véritable théocratie missionnaire. Ce code est néanmoins assez vite oublié : la configuration de la royauté wallisienne est perçue par la population comme ancestrale, alors même qu'elle avait auparavant évolué dans le temps au gré des guerres entre les différents clans et familles royales (correspondant également à des conflits entre le nord, le centre et le sud de l'île).

### Protectorat
Le royaume d'Uvea à Wallis signe un traité de protectorat avec la France (demandé par la reine Amelia Tokagahahau Aliki dès 1842, sous l’impulsion des missionnaires maristes, et ratifié en 1887). Le 5 mars 1888, le protectorat de Wallis-et-Futuna est créé : pour la première fois, Wallis et Futuna sont rassemblées dans une même entité politique. Un résident de France dirige le protectorat, mais doit composer avec la puissante mission catholique et avec la chefferie qui conserve son pouvoir coutumier sur la population wallisienne.

### Territoire d'Outre-Mer
Le protectorat de Wallis-et-Futuna devient un territoire d'outre-mer (TOM) en 1961 après un référendum en 1959 avec les royaumes d'Alo et Sigave.

La loi no 61-814 du 29 juillet 1961, qui transforme Wallis-et-Futuna en territoire d'outre-mer, reconnaît à l'article 3 l'autorité coutumière : 

« La République garantit aux populations du territoire des îles Wallis-et-Futuna le libre exercice de leur religion, ainsi que le respect de leurs croyances et de leurs coutumes en tant qu’elles ne sont pas contraires aux principes généraux du droit et aux dispositions de la présente loi »

Pour Sophie Chave-Dartoen, la formulation « respect de [...] leurs coutumes » fait référence à l'ensemble de la chefferie et des rois, sans plus de précision. Cela devait laisser place à un transfert progressif des pouvoirs coutumiers vers l'assemblée territoriale et un appareil administratif conséquent. Cependant, la loi de 1961 n'a pas changé et ce transfert de compétences ne s'est pas réalisé.
Après la révision constitutionnelle du 28 mars 2003, l'archipel est censé entrer dans la nouvelle catégorie des collectivités d'outre-mer à statut particulier, mais le régime de 1961 ne change pas en raison de l'opposition de l'Assemblée territoriale des îles Wallis et Futuna.

### Crise politique depuis 2005
En juin 2005, une crise politique éclate quand le petit-fils du roi Tomasi Kulimoetoke II (en place depuis 46 ans) est condamné pour homicide involontaire après avoir tué un motocycliste en conduisant en état d'ivresse. Le petit-fils se réfugie au palais royal pour se protéger des gendarmes. Ce choix divise les familles aristocratiques, partagées entre soutien coutumier et loyauté envers la puissance tutélaire française. Deux camps apparaissent : les partisans du roi d'un côté, et de l'autre les « rénovateurs » qui souhaitent une évolution de la coutume. Pour Frédéric Angleviel, la famille Kulimoetoke, dont sont issus de nombreux membres de la grande chefferie, refuse d'abandonner le pouvoir après tant d'années.
Les rénovateurs, initialement soutenus par le préfet Christian Job, décident d'introniser un nouveau roi. Le préfet reconnaît la nouvelle chefferie et décide de ne plus verser l'indemnité de 5 500 euros due par l'État français à Tomasi Kulimoetoke et à ses ministres. En réponse, les partisans du roi occupent l'aéroport de Hihifo et édifient des barrages pour éviter l'arrivée de gendarmes depuis la Nouvelle-Calédonie. La situation s'arrange finalement grâce à l'intervention d'un médiateur français qui reconnaît l'autorité du roi Tomasi Kulimoetoke et la cérémonie d'intronisation du roi rénovateur est alors annulée. Cette affaire laisse des traces et les tensions restent vives les années suivantes. Des palabres de réconciliation sont toujours en cours entre les deux chefferies rivales.
Le 12 mars 2007, le tribunal administratif de Mata'utu a annulé les décisions prises par le préfet Xavier de Fürst (successeur de Christian Job) et condamné l'État français à verser des indemnités à la Circonscription territoriale d'Uvea et aux membres de la chefferie du Lavelua. Le tribunal se base sur l'article 3 du statut de 1961 qui interdit l'ingérence de l'État français dans les affaires coutumières.
Le 7 mai 2007, Tomasi Kulimoetoke décède après 46 ans de règne. Les négociations débutent après le deuil coutumier de six mois ; finalement, c'est l'ancien premier ministre (Kivalu) Kapeliele Faupala qui est choisi pour devenir lavelua, malgré l'opposition de certains chefs coutumiers rénovateurs. Décrit comme « un roi de transition » et « très attaché à la tradition », il est finalement destitué le 2 septembre 2014 après avoir renvoyé son premier ministre sans l'aval des familles royales ni de la chefferie.
S'ouvre alors une période d'interrègne : pendant un an et demi, le royaume d'Uvea, profondément divisé, n'a plus de roi. « Les blessures réciproques après le conflit de 2005 restent à vif ».
Une nouvelle crise provoque en avril 2016 l'intronisation de deux rois rivaux, Tominiko Halagahu (chef du district nord) le 15 avril par la Grande chefferie et Patalione Kanimoa (ancien président de l'Assemblée territoriale de Wallis-et-Futuna) le 17 avril par la Nouvelle chefferie. Le 3 juin, l'État français reconnaît ce dernier. Tominiko Halagahu dénonce une ingérence de la République française dans les affaires coutumières du royaume. Le conflit entre les deux rois s'éternise et provoque des tensions. Deux administrations coutumières coexistent, chaque Lavelua investissant ses propres ministres et ses propres représentants dans les villages. Les cérémonies religieuses se font également en double.
Les deux Lavelua sont toujours en fonction en 2023, malgré des efforts de réconciliation.

## Politique et institutions

### Roi coutumier
Le roi d'Uvea (portant le titre de Lavelua) est le chef de la hiérarchie coutumière. Il est assisté d'un premier ministre (Kalae kivalu) et de cinq ministres. Il nomme encore, sur proposition de la population, trois chefs de district (faipule) qui ont autorité sur les vingt et un chefs de village reconnus par la population. Les chefs de village, qui peuvent lever les corvées d'intérêt général, sont plébiscités ou destitués au cours d'assemblées générales de village (fono fakakolo) qui ont lieu le dimanche dans une case commune (fale fono).
Le roi dispose pour couvrir ses frais d'une dotation annuelle de la République qui indemnise aussi les ministres royaux et les chefs coutumiers de districts et de villages. En 2005, cette dotation était de 5 500 euros.
Le roi a des pouvoirs importants mais toutefois assez décentralisés, le roi devant négocier avec les chefs de village et répondre aux demandes des 'aliki qui l'élisent et dont l'autorité morale s'appuie aussi sur la population, tout en négociant avec le représentant de l'État pour obtenir les budgets de développement du territoire.

### Chefferie

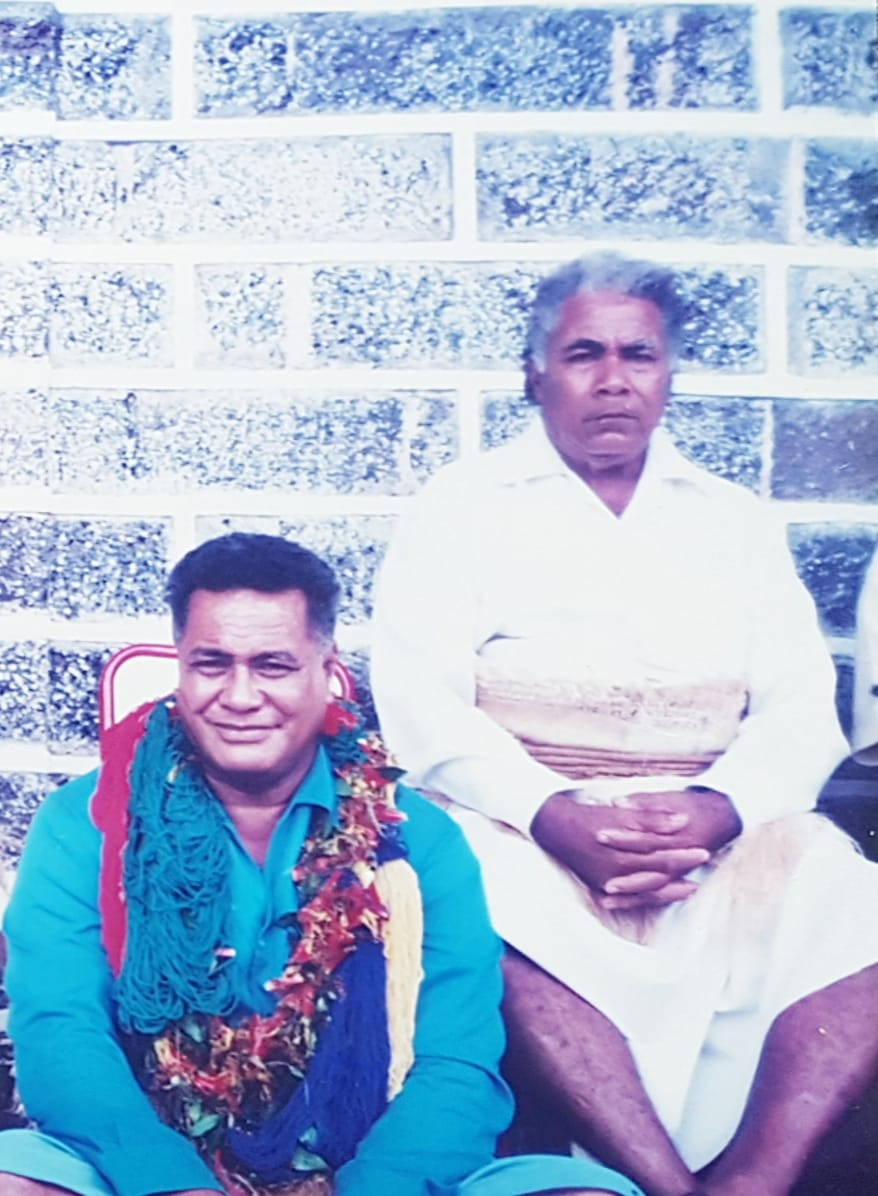
L'assistant cérémoniel du roi, le molofaha (Nikola Vaitano'a) et le ministre coutumier mahe fotuaika (Setefano Vakalepu) lors de la fête de l'Assomption en 1996.

La chefferie wallisienne a été progressivement institutionnalisée par les missionnaires maristes arrivés à Wallis en 1837. En 1871, la reine Amelia Tokagahahau proclame le Code de Wallis, rédigé par l'évêque Pierre Bataillon. Ce code consacre dans la loi écrite le roi comme chef suprême sous l'autorité de Dieu. Le Lavelua nomme les chefs de district ainsi que les chefs de village. Ce code fixe également la composition de la chefferie. Les ministres, au nombre de six, sont les suivants (le nombre et les différents titres ont très peu changé depuis la proclamation de ce code, mais les responsabilités de chacun ont évolué avec le temps) :
- Kalae kivalu tient le rôle de Premier ministre et assure l'intérim en cas de vacance du pouvoir royal ; il est responsable de la succession royale. Il s'occupe également de l'entretien des jardins et de l'enseignement.
- Mahe fotuaʻika s'occupe de l'approvisionnement en eau, la gestion des terres collectives et plus généralement des questions d'environnement. Il est également responsable de pêches rituelles ('ika hake).
- ʻUluʻi Monua est responsable des îlots et du lagon, et s'occupe du tourisme et de l'artisanat depuis que ces activités se sont développées sur l'île au cours du XXe siècle.
- Kulitea s'occupait traditionnellement de la guerre ; depuis l'arrivée des missionnaires et la pacification de l'île, il gère le foncier, la « coutume » ('aga'ifenua) et la culture.
- Mukoʻi fenua supervise l'éducation non scolaire des jeunes, les sports, et est responsable de l'entretien des villages.
- Fotuatamai est responsable des questions de justice et des litiges fonciers. Il est également chargé de la sécurité du roi ainsi que de la santé (il rend notamment visite aux malades à l'hôpital)
- Enfin, sous la responsabilité du Fotuatamai se trouve PuluʻiʻUvea, qui prend en charge la sécurité du roi

La « grande chefferie » (en wallisien kau 'aliki lalahi) est ainsi constituée de ces six ministres ou conseillers, tandis que la « petite chefferie » (kau 'aliki likiliki) est constituée des vingt et un chefs de village. Tous ces responsables coutumiers portent des titres transmis de génération en génération, chaque position ayant été fondée par un ancêtre prestigieux. Cela n'est pas le cas des trois chefs de district.

### Subdivisions administratives

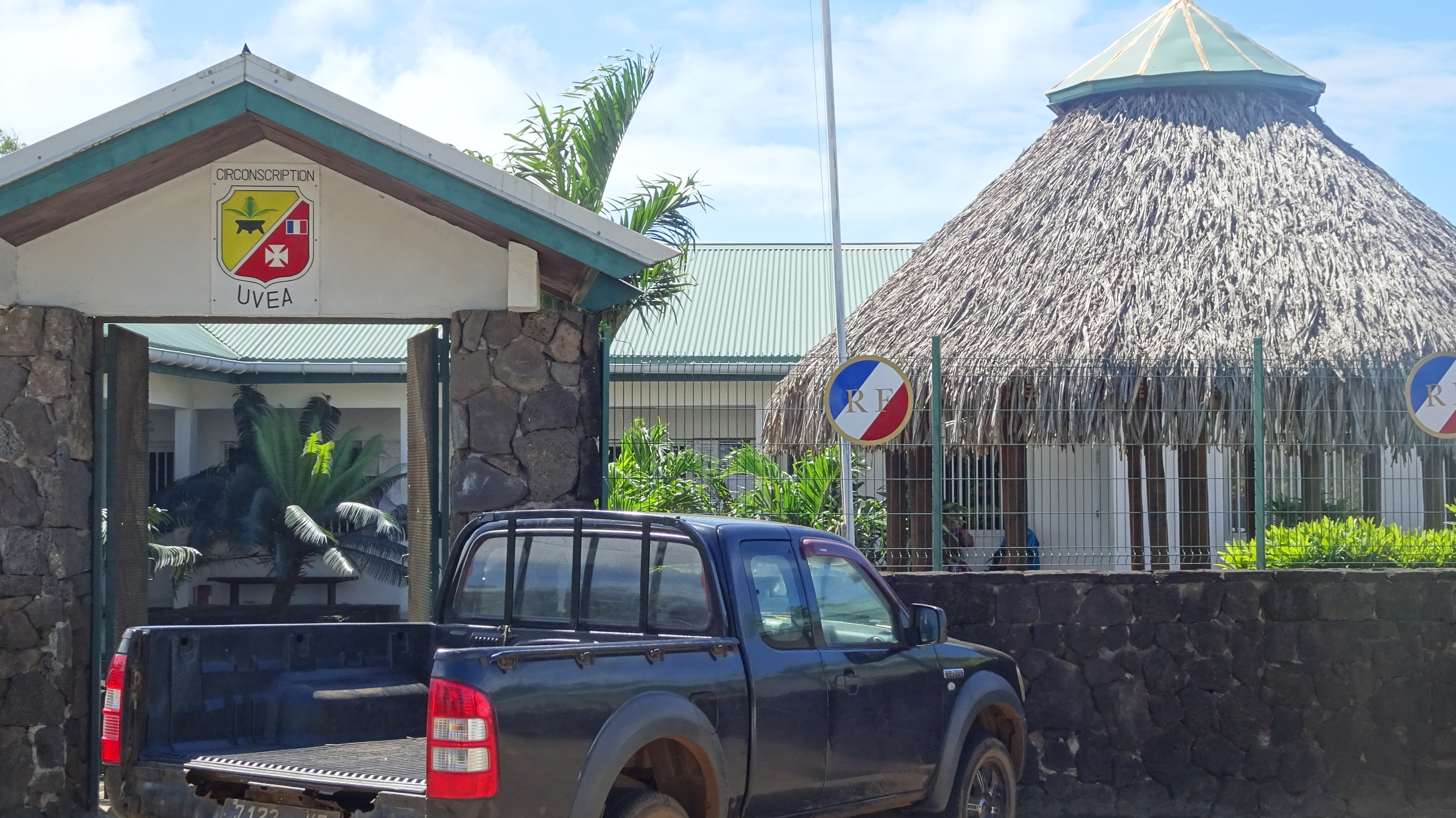
Administration pour la gestion d'Uvea.

Le royaume est divisé en 21 villages dirigés chacun par un chef (pule kolo), lesquels sont regroupés sur l'un des 3 districts gouvernés chacun par un faipule nommé par le roi :
- Hihifo au nord, comprend cinq villages :
  - Alele ;
  - Vaitupu, chef-lieu du district ;
  - Mala'e ;
  - Vailala ;
  - Tufu'one.
- Hahake au centre, comprend six villages :
  - Mata Utu, chef-lieu du district, du royaume et de la collectivité territoriale ;
  - Liku ;
  - Falaleu ;
  - Aka'aka ;
  - Ahoa ;
  - Ha'afuasia.
- Mu'a au sud, comprend dix villages :
  - Utufua ;
  - Halalo ;
  - Vaimalau ;
  - Lavegahau ;
  - Te'esi ;
  - Mala'efo'ou, chef-lieu du district ;
  - Gahi ;
  - Tepa ;
  - Ha'atofo ;
  - Kolopopo.

Ces villages n'ont pas le statut de commune et n'ont par conséquent pas de maires.

## Démographie
En 2018, la population est de 8 333 habitants à Uvea.
La plupart des habitants sont d'origine polynésienne (97,3 %). On compte aussi quelques habitants d'origine européenne. La très grande majorité est de confession catholique[réf. souhaitée].

## Personnalités liées
- Virginie Hoifua Te Matagi Tafilagi (1965-), poétesse française, y est née.

## Économie
L'économie est essentiellement rurale, axée sur la pêche lagonaire artisanale et l'agriculture océanienne vivrière pour les besoins locaux. Le secteur public représente la majeure partie des emplois salariés[réf. nécessaire].

## Culture locale et patrimoine
- Cathédrale Notre-Dame-de-l'Assomption de Mata Utu.
- Uvea Museum Association

## Héraldique
La circonscription d'Uvea porte les armes suivantes :
| Blason de Uvea | Blason  | Taillé : au 1er d'or à une vasque (tanoa) à trois pieds de sable, sommée d'un arbre accosté de deux palmes mouvant du même, au 2d de gueules à une croisette pattée d'argent accompagné en chef du drapeau tricolore français au naturel. |
| Blason de Uvea | Détails | Utilisé sur le site des services de l'État et du Territoire de Wallis-et-Futuna. |

### Note
1. ↑  Le français a valeur de langue officielle.
2. ↑  Wallis-et-Futuna est partagée en trois royaumes coutumiers : Uvea, Alo et Sigave. Un roi, assisté de cinq ministres et d'un chef de la police, exerce un pouvoir symbolique sur chaque royaume ou chefferie. Cf. Samuel Laurent, « Wallis et Futuna, petit bout de France où règnent trois rois », Le Monde,‎ 5 septembre 2014 (lire en ligne, consulté le 19 mai 2024).